# Seznam španskih kardinalov
Seznam španskih kardinalov.

## A
- Santos Abril y Castelló
- Gregorio María Aguirre y García
- Cirilo de Alameda y Brea
- Gil Álvarez Carrillo de Albornoz
- Gil Carrillo de Albornoz
- Enrique Almaraz y Santos
- Francisco  Álvarez Martínez
- Juan Álvarez y Alva de Toledo
- Carlos Amigo Vallejo
- Joaquín Anselmo María Albareda y Ramoneda
- Arturo Tabera Araoz
- Manuel Arce y Ochotorena
- Manuel Arias Porres
- Benjamín de Arriba y Castro
- Francisco de Asís Vidal y Barraquer
- Diego Astorga Céspedes
- Gaspar Avalos de la Cueva
- Iñigo Avalos de Aragón
- Miguel Ángel Ayuso Guixot

## B
- Dionisio Bardaxí y Azara
- Luis Belluga Moncada
- Juan Benlloch y Vivó
- Ricardo Blázquez Pérez
- Aquilino Bocos Merino
- Juan José Bonel y Orbe
- Luis Antonio Jaime de Borbón y Farnesio
- Luis María Borbón Vallabriga
- Alphonso de Borgia
- Rodrigo Borgia
- Carlos Borja Centellas y Ponce de León
- Enrique de Borja y Aragón
- Francisco Antonio de Borja-Centelles y Ponce de Léon
- Gaspar de Borja y Velasco
- Juan de Borja Llançol de Romaní
- Pedro Luis de Borja Llançol de Romaní
- Rodrigo Luis de Borja y de Castro-Pinós

## C
- Alvaro Mendoza Caamaño y Sotomayor
- Antonio Cañizares Llovera
- Enrique Cardona y Enríquez
- Salvador Casañas y Pagés
- Vicente Casanova y Marzol
- Antonio María Cascajares y Azara
- Rodrigo de Castro Osorio
- Francisco Antonio Cebrián Valdá
- Buenaventura Córdoba Espinosa de la Cerda
- Gaspar Cervantes de Gaete
- Francisco Javier Cienfuegos Jovellanos
- Juan Álvaro Cienfuegos Villazón
- José Cobo Cano
- Guillermo Jacobo  de Croy
- Miguel García Cuesta
- Alonso de la Cueva
- Bartolomé de la Cueva de Albuquerque

## D
- Francisco Javier Delgado Benegas
- Antonio Despuig y Dameto
- Pedro de Deza Manuel

## E
- William  Enkewort
- Vicente Enrique y Tarancón
- Diego Espinosa Arévalo
- José Manuel Estepa Llaurens

## F
- Ángel Fernández Artime
- Joaquín Fernández Portocarrero
- Luis Fernández de Córdoba
- Mariano Benito Barrio Fernández

## G
- Juan García Loaysa
- Agustín García-Gasco y Vicente
- Francesco Antonio Javier de Gardoqui Arriquíbar
- Isidro Gomá y Tomás
- Pedro Gómez Sarmiento de Villandrando
- Marcelo González Martín
- Pedro González de Mendoza
- Zeferino González y Díaz Tuñón
- Ricardo María Carles Gordó
- Diego Guzmán de Haros

## H
- Julián Herranz Casado
- Ángel Herrera Oria

## I
- Eustaquio Ilundáin y Esteban
- Pedro Inguanzo Rivero

## J
- Antonio María Javierre Ortas
- Narciso Jubany Arnau

## L
- José Luis Lacunza Maestrojuán (Panama)
- Luis Francisco Ladaria Ferrer
- Arcadio María Larraona Saralegui
- Luis de la Lastra y Cuesta
- Joaquín Lluch y Garriga
- Íñigo López de Mendoza y Zúñiga
- Cristóbal López Romero (Rabat/Maroko)

## M
- Alfonso  Manrique de Lara
- Pedro Fernández Manrique
- Juan Francisco Marco y Catalán
- José María Martín de Herrera y de la Iglesia
- Juan Martínez Silíceo
- Lluís Martínez Sistach
- Eduardo Martínez Somalo
- Francisco Mendoza Bobadilla
- Esteban Gabriel  Merino
- Rafael  Merry del Val
- Gaspar de Molina y Oviedo
- Antolín Monescillo y Viso
- Juan de la Cruz Ignacio Moreno y Maisanove
- Baltasar Moscoso y Sandoval

## N
- Urbano Navarrete Cortés
- Fernando Niño de Guevara

## O
- Juan José Omella Omella
- Carlos Osoro Sierra

## P
- Francisco Pacheco de Villena
- Pedro Pacheco Ladrón de Guevara
- Agustín Parrado y García
- Juan  Pardo Tavera
- Francisco de Paula Benavides y Navarrete
- Miguel Payá y Rico
- Domingo Pimentel Zúñiga
- Enrique Plá y Deniel

## R
- Enrique Reig y Casanova
- Francisco  Remolins
- Judas José Romo y Gamboa
- Antonio María Rouco Varela

## Q
- Pedro Benito Antonio Quevedo y Quintano
- Francisco de los Angeles  Quiñones
- Fernando Quiroga y Palacios
- Gaspar de Quiroga y Vela

## S
- Benito de Sala y de Caramany
- Bernardo Sandoval Rojas
- Benito Sanz y Forés
- Fernando Sebastián Aguilar
- Antonio Sentmanat y Castellá
- Juan Soldevilla y Romero
- Francisco de Solís Folch de Cardona
- Marcelo Spínola y Maestre
- Nicolás Spínola
- Ángel Suquía Goicoechea

## T
- Manuel Joaquín Tarancón y Morón
- Vicente Enrique y Tarancón
- Juan  de Torquemada
- Gabriel Trejo y Paniagua

## V
- Guillén-Ramón de Vich y de Vallterra
- Juan Vera
- Fernando Vérgez Alzaga
- José de Calasanz Félix Santiago Vives y Tutó

## Z
- Antonio Zapata Cisneros
- Gaspar Zúñiga Avellaneda
- Juan  Zúñiga Pimentel